# Николаевка (Михайловский район, Запорожская область)
Николаевка (укр. Миколаївка) — село,
Марьяновский сельский совет,
Михайловский район,
Запорожская область,
Украина.
Код КОАТУУ — 2323384402. Население по переписи 2001 года составляло 178 человек.

## Географическое положение
Село Николаевка находится в 1,5 км от села Видродження (Мелитопольский район) и в 3-х км от сёл Новониколаевка и Новобогдановка (Мелитопольский район).
Рядом проходит автомобильная дорога Т-0811.

## История
- 1825 год — дата основания как село Николайфельд.
- В 1945 году переименовано в село Красное[2].
- В 1958 году переименовано в село Николаевка.